# Clidemia juruensis
Clidemia juruensis là một loài thực vật có hoa trong họ Mua. Loài này được (Pilg.) Gleason mô tả khoa học đầu tiên năm 1931.